# ادریس المحیرصی
ادریس المحیرصی (انگلیسی: Idriss Mhirsi؛ زادهٔ ۲۱ فوریهٔ ۱۹۹۴) بازیکن فوتبال اهل تونس است.
از باشگاه‌هایی که در آن بازی کرده‌است می‌توان به باشگاه فوتبال اسپرانس تونس اشاره کرد.
وی همچنین در تیم‌های ملی فوتبال Tunisia national under-17 football team، زیر ۲۰ سال تونس، زیر ۲۳ سال تونس، و تونس بازی کرده‌است.